# Bulgarischer Fußballpokal 2001/02
Der Bulgarischer Fußballpokal 2001/02 war die 62. Austragung des Pokalwettbewerbs im Fußball in Bulgarien. Pokalsieger wurde Lewski Sofia. Das Team setzte sich im Finale gegen ZSKA Sofia durch. Da Lewski durch den Meistertitel bereits für die UEFA Champions League qualifiziert war, nahm der unterlegene Finalist am UEFA-Pokal 2002/03 teil.

## Modus
Bis zum Achtelfinale und im Finale wurden die Begegnungen in einem Spiel entschieden. Bei unentschiedenem Ausgang gab es eine Verlängerung von zweimal 15 Minuten und gegebenenfalls ein Elfmeterschießen.
Im Viertel- und Halbfinale wurde der Sieger in Hin- und Rückspiel ermittelt. Bei Torgleichheit entschied zunächst die Anzahl der auswärts erzielten Tore, danach eine Verlängerung und falls erforderlich ein Elfmeterschießen.

## Teilnehmer
| A Grupa (14) | B Grupa (13) | W Grupa (27) | W Grupa (27) |
| --- | --- | --- | --- |
| - Belasiza Petritsch - Beroe Stara Sagora - Lewski Sofia - Litex Lowetsch - Lokomotive Plowdiw - Lokomotive Sofia - Marek Dupniza - PFC Naftex Burgas - Slawia Sofia - FK Spartak Plewen - Spartak Warna - Tscherno More Warna - FC Tschernomorez Burgas - ZSKA Sofia | - Akademik Swischtow - Belite Orli Plewen - Botew Plowdiw - FC Botew Wraza - OFK Dewnja - PFC Dobrudscha Dobritsch - FC Dunaw Russe - Granitschar Sliwengrad - Minjor Pernik - Pirin Blagoewgrad - Rilski Sportist Samokow - Swetkawiza Targowischte - Widima-Rakowski Sewliewo | - FC Bdin Widin - Besapara Kowatschewo - Borowez Kardschali - FK Dobritsch 2000 - FK Dragoman - FK Dulowo - FK Fairplay Warna - Jantra Gabrowo - Kaliakra Kawarna - Lokomotive Nowi Iskar - Lokomotive-Chikago Russe - Lowiko Suchindol - Makedonska Slawa Blagoewgrad - Mariza Krum | - Minjor Bobow Dol - Olimpik Tetewen - FK Rasowo - Rodopa Smoljan - Rosowa Dolina Kasanlak - FK Schumen 2001 - Sitomir Nikopol - Slantschew brjag Nessebar - Slaten Klas Blagoewo - Spartak Plowdiw - FK Straldscha - Strumska Slawa Radomir - Tschawdar Bjala Slatina |

## 1. Runde
Teilnehmer: 27 Drittligisten, davon fünf mit Freilos
| Datum      |                               | Ergebnis              |                                    |
| ---------- | ----------------------------- | --------------------- | ---------------------------------- |
| 12.09.2001 | Sitomir Nikopol (III)         | 1:0                   | FK Rasowo (III)                    |
| 12.09.2001 | Tschawdar Bjala Slatina (III) | ?:?                   | Lowiko Suchindol (III)             |
| 12.09.2001 | FK Dragoman (III)             | 1:0                   | Makedonska Slawa Blagoewgrad (III) |
| 12.09.2001 | FC Bdin Widin (III)           | 2:2 n. V. (4:3 i. E.) | Olimpik Tetewen (III)              |
| 12.09.2001 | Besapara Kowatschewo (III)    | 1:3                   | Lokomotive Nowi Iskar (III)        |
| 12.09.2001 | FK Straldscha (III)           | 0:4                   | Slantschew brjag Nessebar (III)    |
| 12.09.2001 | Borowez Kardschali (III)      | 0:2                   | Rodopa Smoljan (III)               |
| 12.09.2001 | Spartak Plowdiw (III)         | 1 3:0 1               | Mariza Krum (III)                  |
| 14.09.2001 | FK Dobritsch 2000 (III)       | ?:?                   | FK Schumen 2001 (III)              |
| 19.09.2001 | Kaliakra Kawarna (III)        | 1:2                   | Rosowa Dolina Kasanlak (III)       |
| 19.09.2001 | Slaten Klas Blagoewo (III)    | 1:1 n. V. (2:4 i. E.) | Lokomotive-Chikago Russe (III)     |
|            | Jantra Gabrowo (III)          | Freilos               |                                    |
|            | Minjor Bobow Dol (III)        | Freilos               |                                    |
|            | Strumska Slawa Radomir (III)  | Freilos               |                                    |
|            | FK Dulowo (III)               | Freilos               |                                    |
|            | FK Fairplay Warna (III)       | Freilos               |                                    |

## 2. Runde
Teilnehmer: Die 16 Sieger der 1. Runde und die 13 Zweitligisten. Insgesamt 7 Klubs erhielten ein Freilos.
| Datum      |                                 | Ergebnis              |                               |
| ---------- | ------------------------------- | --------------------- | ----------------------------- |
| 23.09.2001 | FK Dulowo (III)                 | 1:3                   | Botew Plowdiw (II)            |
| 23.09.2001 | FK Fairplay Warna (III)         | 2:1                   | Minjor Pernik (II)            |
| 23.09.2001 | FC Bdin Widin (III)             | 0:3                   | FC Botew Wraza (II)           |
| 23.09.2001 | Spartak Plowdiw (III)           | 3:0                   | Granitschar Sliwengrad (II)   |
| 23.09.2001 | FK Dobritsch 2000 (III)         | 3:1                   | OFK Dewnja (II)               |
| 23.09.2001 | FK Dragoman (III)               | 0:1                   | FC Dunaw Russe (II)           |
| 23.09.2001 | Slantschew brjag Nessebar (III) | 0:1                   | Rilski Sportist Samokow (II)  |
| 23.09.2001 | Rodopa Smoljan (III)            | 2:1                   | Belite Orli Plewen (II)       |
| 23.09.2001 | Lowiko Suchindol (III)          | 0:3                   | PFC Dobrudscha Dobritsch (II) |
| 23.09.2001 | Sitomir Nikopol (III)           | 0:3                   | Pirin Blagoewgrad (II)        |
| 23.09.2001 | Lokomotive Nowi Iskar (III)     | 0:0 n. V. (5:4 i. E.) | Akademik Swischtow (II)       |
|            | Swetkawiza Targowischte (II)    | Freilos               |                               |
|            | Widima-Rakowski Sewliewo (II)   | Freilos               |                               |
|            | Lokomotive-Chikago Russe (III)  | Freilos               |                               |
|            | Strumska Slawa Radomir (III)    | Freilos               |                               |
|            | Jantra Gabrowo (III)            | Freilos               |                               |
|            | Minjor Bobow Dol (III)          | Freilos               |                               |
|            | Rosowa Dolina Kasanlak (III)    | Freilos               |                               |

## 3. Runde
Teilnehmer: Die 18 Sieger der 2. Runde und die 14 Erstligisten.
| Datum      |                                | Ergebnis              |                             |
| ---------- | ------------------------------ | --------------------- | --------------------------- |
| 23.10.2001 | FK Dobritsch 2000 (III)        | 1:5                   | Litex Lowetsch (I)          |
| 24.10.2001 | Minjor Bobow Dol (III)         | 0:4                   | Slawia Sofia (I)            |
| 24.10.2001 | Widima-Rakowski Sewliewo (II)  | 1:1 n. V. (5:3 i. E.) | Lokomotive Sofia (III)      |
| 24.10.2001 | Jantra Gabrowo (III)           | 1:2                   | ZSKA Sofia (I)              |
| 24.10.2001 | Pirin Blagoewgrad (II)         | 0:1                   | Lewski Sofia (I)            |
| 24.10.2001 | Strumska Slawa Radomir (III)   | 2:4                   | Botew Plowdiw (II)          |
| 24.10.2001 | Lokomotive Nowi Iskar (III)    | 0:2                   | Lokomotive Plowdiw (I)      |
| 24.10.2001 | Tscherno More Warna (I)        | 5:0                   | FC Botew Wraza (II)         |
| 24.10.2001 | Swetkawiza Targowischte (II)   | 1:0                   | Belasiza Petritsch (I)      |
| 24.10.2001 | Spartak Plowdiw (III)          | 0:1 n. V.             | PFC Naftex Burgas (I)       |
| 24.10.2001 | FK Fairplay Warna (III)        | 0:3                   | Spartak Warna (I)           |
| 24.10.2001 | Lokomotive-Chikago Russe (III) | 1:3                   | FC Dunaw Russe (II)         |
| 24.10.2001 | Rosowa Dolina Kasanlak (III)   | 0:4                   | FK Spartak Plewen (I)       |
| 24.10.2001 | Rilski Sportist Samokow (II)   | 2:1                   | Beroe Stara Sagora (I)      |
| 24.10.2001 | PFC Dobrudscha Dobritsch (II)  | 1:3                   | Marek Dupniza (I)           |
| 24.10.2001 | Rodopa Smoljan (III)           | 0:0 n. V. (6:5 i. E.) | FC Tschernomorez Burgas (I) |

## Achtelfinale
| Datum      |                              | Ergebnis  |                               |
| ---------- | ---------------------------- | --------- | ----------------------------- |
| 28.11.2001 | Rodopa Smoljan (III)         | 0:2       | Lokomotive Plowdiw (I)        |
| 28.11.2001 | Slawia Sofia (I)             | 3:2       | Widima-Rakowski Sewliewo (II) |
| 28.11.2001 | Lewski Sofia (I)             | 4:0       | Spartak Warna (I)             |
| 28.11.2001 | FC Dunaw Russe (II)          | 2:1 n. V. | Botew Plowdiw (II)            |
| 28.11.2001 | Swetkawiza Targowischte (II) | 0:3       | Litex Lowetsch (I)            |
| 28.11.2001 | Rilski Sportist Samokow (II) | 4:1       | FK Spartak Plewen (I)         |
| 28.11.2001 | Marek Dupniza (I)            | 3:1       | PFC Naftex Burgas (I)         |
| 28.11.2001 | ZSKA Sofia (I)               | 3:2       | Tscherno More Warna (I)       |

## Viertelfinale
| Datum             |                        | Gesamt    |                              | Hinspiel | Rückspiel |
| ----------------- | ---------------------- | --------- | ---------------------------- | -------- | --------- |
| 27.02./20.03.2002 | Litex Lowetsch (I)     | 13:10     | FC Dunaw Russe (II)          | 8:1      | 5:0       |
| 27.02./20.03.2002 | Lewski Sofia (I)       | 7:0       | Rilski Sportist Samokow (II) | 6:0      | 1:0       |
| 27.02./20.03.2002 | Marek Dupniza (I)      | (a)3:3(a) | Slawia Sofia (I)             | 1:1      | 2:2       |
| 27.02./20.03.2002 | Lokomotive Plowdiw (I) | 1:3       | ZSKA Sofia (I)               | 0:1      | 1:1       |

## Halbfinale
| Datum             |                    | Gesamt |                  | Hinspiel | Rückspiel |
| ----------------- | ------------------ | ------ | ---------------- | -------- | --------- |
| 10.04./01.05.2002 | Marek Dupniza (I)  | 0:1    | Lewski Sofia (I) | 0:0      | 0:1       |
| 10.04./01.05.2002 | Litex Lowetsch (I) | 4:7    | ZSKA Sofia (I)   | 1:2      | 3:5       |

## Finale
| Paarung        | ZSKA Sofia – Lewski Sofia |
| Ergebnis       | 1:3 (1:0) |
| Datum          | 15. Mai 2002 |
| Stadion        | Owtscha-Kupel-Stadion, Sofia |
| Zuschauer      | 17.500 |
| Schiedsrichter | Dimitar Dimitrow |
| Tore           | 1:0 Dalibor Dragić (31., Eigentor) 1:1 Konstantin Golowskoi (47.) 1:2 Georgi Iwanow (70.) 1:3 Péter Kabát (83.) |
| ZSKA Sofia     | Nenad Lukić – Georgi Antonow , Aleksandar Tomasch, Mićo Vranješ (62. Petar Slatinow), Ibrahima Gueye (55. Jordan Warbanow), – Todor Jantschew, Swetoslaw Petrow, Stefan Giglio, Jovan Veselinović (73. Asen Bukarew) – Wladimir Mantschew, Hámilton Ricard Cheftrainer: Luigi Simoni ( Italien)     |
| Lewski Sofia   | Georgi Petkow – Elin Topusakow, Stanimir Stoilow , Ilijan Stojanow (55. Dimitar Telkijski), Dalibor Dragić – Biser Iwanow, Saša Simonović, Konstantin Golowskoi (75. Georgi Markow), Stanislaw Angelow – Georgi Iwanow, Miodrag Pantelić (72. Péter Kabát) Cheftrainer: Slavoljub Muslin ( Serbien) |
| Gelbe Karten   | Nenad Lukić, Stefan Giglio, Jovan Veselinović – Georgi Petkow |